# زنگ‌ملک
زنگ‌ملک یکی از روستاهای استان آذربایجان شرقی است که در دهستان آذغان بخش مرکزی شهرستان اهر واقع شده‌است.این روستا ۱۷ نفر جمعیت دارد.